# Disney's Animal Kingdom
Disney's Animal Kingdom, más conocido como Animal Kingdom, es un parque temático de animales localizado Florida USA. Fue el cuarto parque construido en el resort (se inauguró el 22 de abril de 1998), y es el parque temático de Disney más grande del mundo, cubriendo 230 hectáreas. También es el primer parque de Disney cuya temática se centra exclusivamente en la conservación de la naturaleza, filosofía pionera de Walt Disney.
Poco tiempo después de que el parque abriera, Disney promocionó Animal Kingdom utilizando la palabra nahtazu. Pronunciada como not a zoo ("no un zoológico"), enfatizaba que el parque era más que una muestra de animales encontrada en un típico zoo de ciudad. El Tree of Life, un árbol artificial gigantesco, es el icono de Animal Kingdom. Los turistas pueden caminar alrededor de todo el parque para ver los 325 animales tallados en el tronco de este gran árbol. En 2015, el parque recibió aproximadamente 10.922.000 visitantes, quedando cuarto en el ranking de los parques más visitados en los Estados Unidos y séptimo entre los más visitados en el mundo.
El 20 de septiembre de 2011 The Walt Disney Company anunció que en 2013 comenzaría a construir en Animal Kingdom una nueva zona temática con atracciones basadas en los personajes y mundos de la película Avatar, del director estadounidense James Cameron. "Pandora — The World of Avatar" fue finalmente inaugurado el 27 de mayo de 2017.

## Dedicatoria
Bienvenidos al reino de los animales... real, antiguo e imaginario: un reino gobernado por leones, dinosaurios y dragones; un reino de balance, armonía y supervivencia; un reino en el que entramos para compartir la maravilla, observar la belleza, emocionarnos ante el drama, y aprender.
Michael D. Eisner, 22 de abril de 1998

## Áreas temáticas
El parque está dividido en siete áreas temáticas.

### Oasis
Es la entrada principal del parque. Además de proveer muchos servicios para los visitantes, el Oasis incluye un gran número de hábitats de animales. Los turistas pueden encontrar muntjacs, pájaros espátulas, patos, wallabies y grandes osos hormigueros, entre otros. El camino principal conduce a Discovery Island, bien adentrado en el parque.
Un Rainforest Cafe se encuentra también en la entrada al Oasis, aunque técnicamente se encuentra fuera de los límites del parque.
Atracciones:
- The Oasis Exhibits.

Restaurantes:
- Rainforest Cafe.

Tiendas:
- Outpost.
- Garden Gate Gifts.

### Discovery Island
Esta área se encuentra aproximadamente en el centro del parque, en el medio del canal del río Discovery. Originalmente se llamaba Safari Village, mientras que Discovery Island era el nombre de un pequeño parque zoológico en Walt Disney World's Bay Lake. Después que ese parque cerrara en 1999, Safari Village fue renombrada. 
Este es el centro de Animal Kingdom, conectando casi todas las otras secciones del parque, excepto Rafiki's Planet Watch. El árbol de la vida se encuentra aquí, rodeado por recintos de animales incluyendo canguros, grullas de cuernos negros, lémures y otros.
La tienda de recuerdos más grande del parque y dos de sus más importantes restaurantes se encuentran en aquí.
Atracciones:
- It's Tough to be a Bug! (basada en la película A Bug's Life). Función en 3D albergada en las raíces del Árbol de la vida
- Discovery Island Trails

Restaurantes:
- Safari Coffee.
- Flame Tree Barbecue.
- Safari Kiosk.
- Pizzafari

Tiendas:
- Creature Comforts.
- Island Mercantile.
- Disney Outfitters.
- Beastly Bazaar.

### Camp Minnie-Mickey
Camp Minnie-Mickey es un área ambientada como un campamento de verano rústico. Aquí los visitantes pueden conocer personajes de Disney como Mickey Mouse, Minnie Mouse, Goofy, El Pato Donald y otros. En esta área se encuentra el teatro del Festival del Rey León, un musical en vivo que presenta acróbatas y performances musicales inspiradas en la película El rey León.
Atracciones:
- Festival of the Lion King.
- Greeting Trails. (Encuentro con Personajes Disney)

Restaurantes:
- Camp Soft Serve (Solo helados)

### África

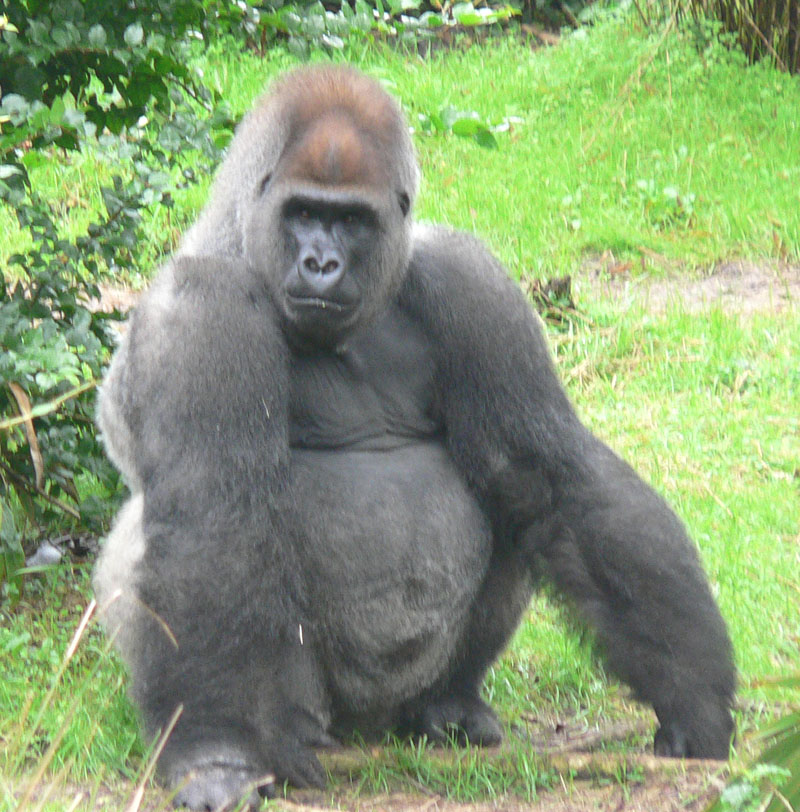
Gorila en la sección de África

Establecida en la villa ficticia del este de África (Harambe), esta área contiene un gran número de animales. De acuerdo con la leyenda de Disney, Harambe fue parte de una colonia holandesa, pero una revolución pacífica la liberó en 1963. Hoy, Harambe es el punto de partida para turistas y estudiantes que quieran observar a los animales africanos en su hábitat natural.
Atracciones:
- Kilimanjaro Safaris: Vehículo que recorre Harambe Wildlife Reserve va por carreteras sin pavimentar. Se sentirán sacudidas por el escarpado y accidentado terreno.
- Pangani Forest Exploration Trail.

Restaurantes:
- Dawa Bar (Solo cocteles)
- Tusker House Restaurant.
- Kusafiri Coffee Shop & Bakery.
- Harambe Fruit Market (Solo fruta fresca)
- Tamu Tamu Refreshments.

### Rafiki's Planet Watch
Esta es la única sección no conectada a Discovery Island, pero sí se encuentra conectada a África. Los visitantes abordan el Wildlife Express Train para a un corto viaje hacia y desde Planet Watch, que consiste en tres áreas distintas. Los turistas primero se encuentran con Habitat Habit!, donde pueden ver cottontop titís y aprender acerca de los esfuerzos que se realizan para proteger a estos primates en peligro de extinción.
Conservation Station muestra los esfuerzos en conservación de animales que realiza la Walt Disney Company. También es posible dar un vistazo detrás de escena en las instalaciones de Animal Kingdom para el cuidado de los animales, incluyendo una habitación de exámenes veterinarios, donde los médicos responden las preguntas de los turistas. Al aire libre, Affection Section es una granja con cabras, ovejas y otros animales domesticados.
Es la única sección del parque que no posee restaurantes.
Atracciones:
- Habitat Habit!
- Conservation Station.
- Affection Section.

Tiendas:
- Out of the Willd.

### Asia

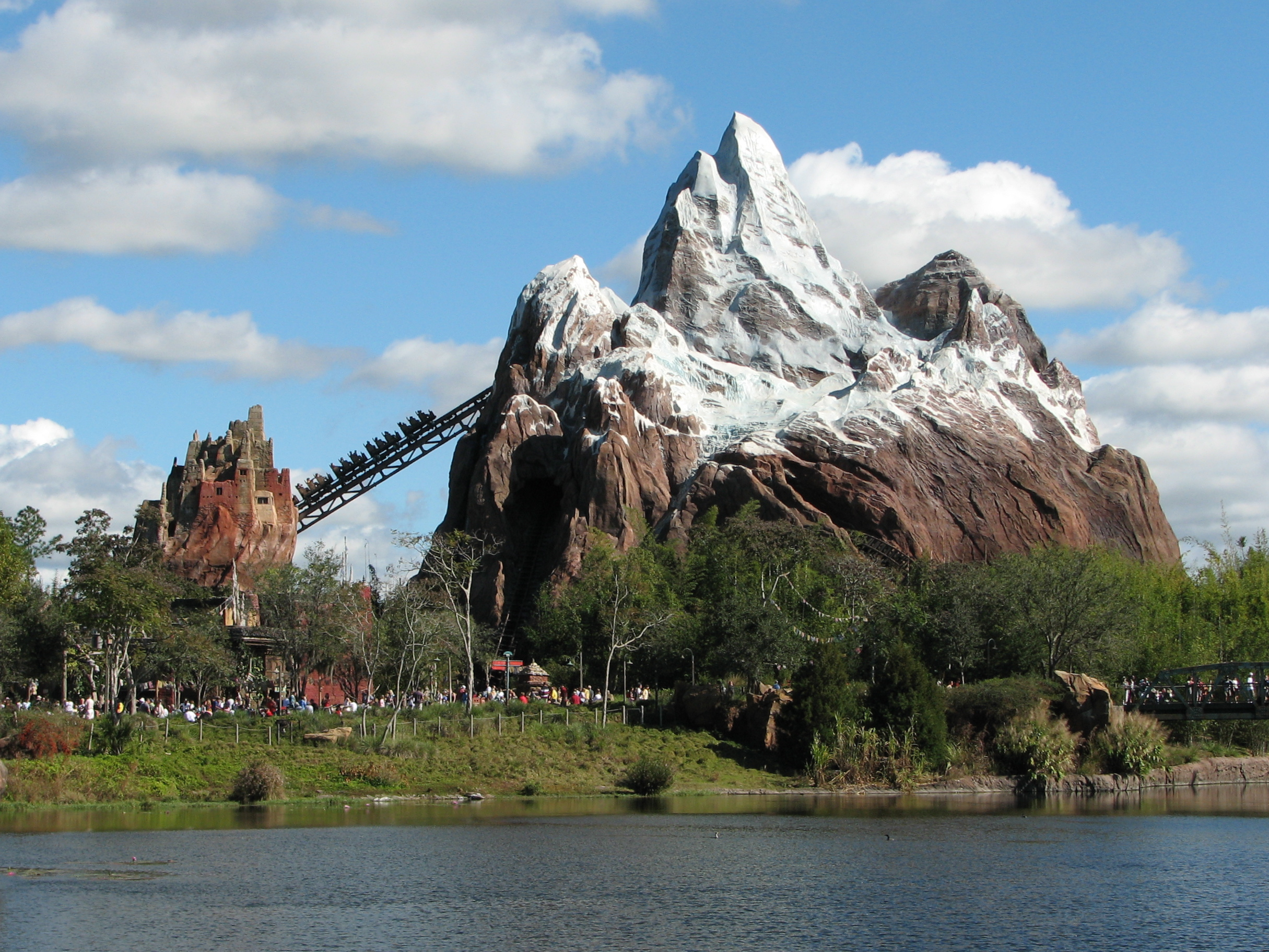
"Expedición Everest" en la sección de Asia

Como en África, las atracciones de esta sección son parte de un lugar ficticio, el reino de Anandapur (que significa "lugar de muchas delicias"). Anandapur contiene dos villas: la de su mismo nombre y Serka Zong, que se encuentra al pie de las colinas de las montañas Himalayas. Retratos de la familia real, Maharajah y su esposa, pueden ser encontrados en la mayoría de los negocios de las dos villas, y el mapa del reino, donde se ubican las montañas y el río, puede encontrarse en el quiosco del Disney Vacation Club. Como en Harambe, la leyenda de Disney dice que Anandapur es ahora un centro de investigación animal y turismo. En el Caravan Stage, estos dos mundos se encuentran en Flights of Wonder, un show en vivo con aves donde uno de los investigadores de pájaros le enseña a un guía turístico sobre el comportamiento de estos animales, y lo que les ocurre cuando pierden sus hábitats. Además le cuenta sobre los esfuerzos por conservar a las especies, como la grulla de cuerno negro y el águila calva americana.
Atracciones:
- Flights of Wonder.
- Maharajah Jungle Trek.
- Kali River Rapids (Aventura en balsa)
- Expedition Everest-Legend of the Forbidden Mountain.

Restaurantes:
- Yak & Yeti Restaurant.
- Yak & Yeti Local Foods Cafe.
- Anandapur Ice Cream Truck (Solo helados)

Tiendas:
- Mandala Gifts.
- Serka Zong.

### DinoLand U.S.A.
DinoLand U.S.A. está inspirada en el interés público general por los dinosaurios. El ficticio Instituto Dino y sus instalaciones circundantes atraen a aquellos con intereses científicos en estos animales extintos, mientras que Chester and Hester's Dino-Rama trae de regreso a las muchas atracciones que una vez fueron numerosas en los Estados Unidos. Como en otras secciones de Animal Kingdom, hay animales en exhibición, como el cocodrilo americano y la tortuga marrón de Asia, que tienen conexiones evolutivas con los dinosaurios. Otras plantas y especies animales que han sobrevivido a la era de los dinosaurios pueden ser encontrados a través de Cretaceous Trail. Al final de DinoLand U.S.A. se encuentra el "Theater in the Wild," que alberga Buscando a Nemo - El Musical, un show en vivo basado en la historia de la película de Disney·Pixar del mismo nombre.
El Instituto Dino alberga el DINOSAUR, una emocionante atracción basada en un viaje en el tiempo hacia el periodo cretácico.
Chester and Hester's Dino-Rama, por otro lado, es el aspecto divertido de los dinosaurios. El TriceraTop Spin es una atracción colorida para la familia, mientras que Primeval Whirl es una montaña rusa giratoria para quienes las disfrutan. En el área se encuentran juegos de carnaval y tiendas de regalos, como también se pueden encontrar personajes de Disney.
Atracciones:
- The Boneyard. (Laberinto construido alrededor de restos de fósiles de dinosaurios)
- Fossil Fun Games.
- Finding Nemo-The Musical.
- Primeval Whirl.
- Tricera Top Spin.
- DINOSAUR.

Restaurantes:
- Restaurantosaurus.
- Trilo-Bite

Tiendas:
- The Dino Institute Shop.
- Chester & Hester's Dinosaur Treasures.